# Cecylia Renata Habsburżanka
Cecylia Renata Habsburżanka (ur. 16 lipca 1611 w Grazu, zm. 24 marca 1644 w Wilnie) – królowa Polski, córka cesarza Ferdynanda II i Marii Anny Wittelsbach, żona króla polskiego Władysława IV, starosta golubski w latach 1638–1644.

## Życiorys

### Młodość
Dzieciństwo spędziła w Grazu, Wiedniu i Pradze. Odebrała staranne wykształcenie. Oprócz języka niemieckiego znała również łacinę i włoski. Była osobą niezwykle pobożną i kulturalną, czym zyskiwała sobie sympatię innych ludzi. Uwielbiała muzykę i często występowała w przedstawieniach teatralnych.

### Ślub i koronacja
Gdy trzydziestosiedmioletni Władysław zasiadł na tronie polskim, szlachta rozważała kwestię jego małżeństwa. Początkowo kandydatką na żonę była księżniczka francuska Ludwika Maria Gonzaga, jednakże panowie polscy zwrócili uwagę na Cecylię Renatę i po długich ustaleniach 9 sierpnia 1637 w kościele Świętego Augustyna w Wiedniu odbył się ślub per procura. Króla Władysława zastępował jego brat Jan Kazimierz. Właściwe zaślubiny odbyły się kościele Świętego Jana w Warszawie 12 września 1637. Następnego dnia w tym samym kościele odbyła się koronacja. Była to pierwsza – od czasów panowania Władysława Łokietka – koronacja poza Krakowem,  co wywołało oburzenie szlachty, która doprowadziła w 1638 do powstania uchwały zakazującej koronacji królewskich poza Krakowem.

### Relacje z dworem
Małżeństwo z Władysławem nie należało do udanych. Mimo ślubu z Cecylią, król nie usunął z dworu swej faworyty Jadwigi Łuszkowskiej. Ostatecznie Cecylia wymusiła na mężu pozbycie się Łuszkowskiej poprzez wydanie jej za mąż za starostę mereckiego Jana Wypyskiego. W 1638 królowa wraz z mężem przebywała w Baden koło Wiednia, gdzie utrzymywała kontakty z rodziną w Austrii. Utrzymywała również dobre stosunki z braćmi Władysława, Janem Kazimierzem i Karolem Ferdynandem. Pozostawała również w głębokiej przyjaźni z siostrą króla, Anną Katarzyną Konstancją.

### Potomstwo i śmierć
Podczas trwającego siedem lat małżeństwa Cecylia Renata była w ciąży trzy razy. 1 kwietnia 1640 urodziła Zygmunta Kazimierza, który zmarł w wieku siedmiu lat. 8 stycznia 1642 przyszła na świat córka Maria Anna Izabela, żyjąca zaledwie miesiąc. 23 marca 1644 Cecylia Renata wydała na świat martwą córkę, zaś następnego dnia zmarła wskutek zakażenia organizmu. Została pochowana w katedrze na Wawelu w Krakowie. Bez serca, które spoczęło w kościele w Warszawie. Król boleśnie przeżył śmierć małżonki i nie krył żalu po jej odejściu. Cecylia pozostawiła po sobie dobrą pamięć wśród poddanych, którzy zapamiętali ją głównie z powodu jej świątobliwości.
| Obraz | Imię                    | Data urodzenia | Data śmierci |
| ----- | ----------------------- | -------------- | ------------ |
|       | Zygmunt Kazimierz Waza  | 1640           | 1647         |
|       | Maria Anna Izabela Waza | 1642           | 1642         |

## Galeria

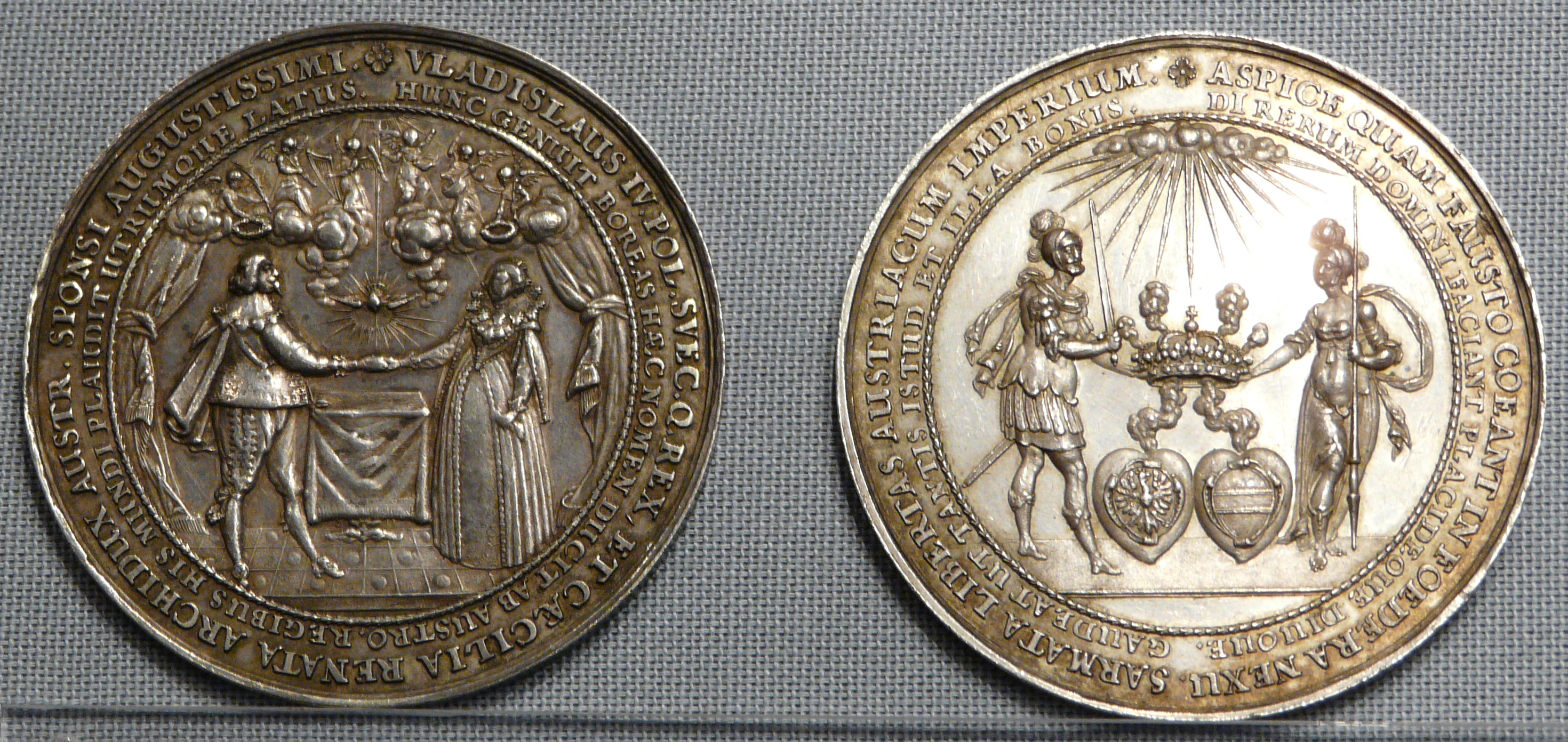
Medal na zaślubiny Władysława IV z Cecylią Renatą z 1637 roku.
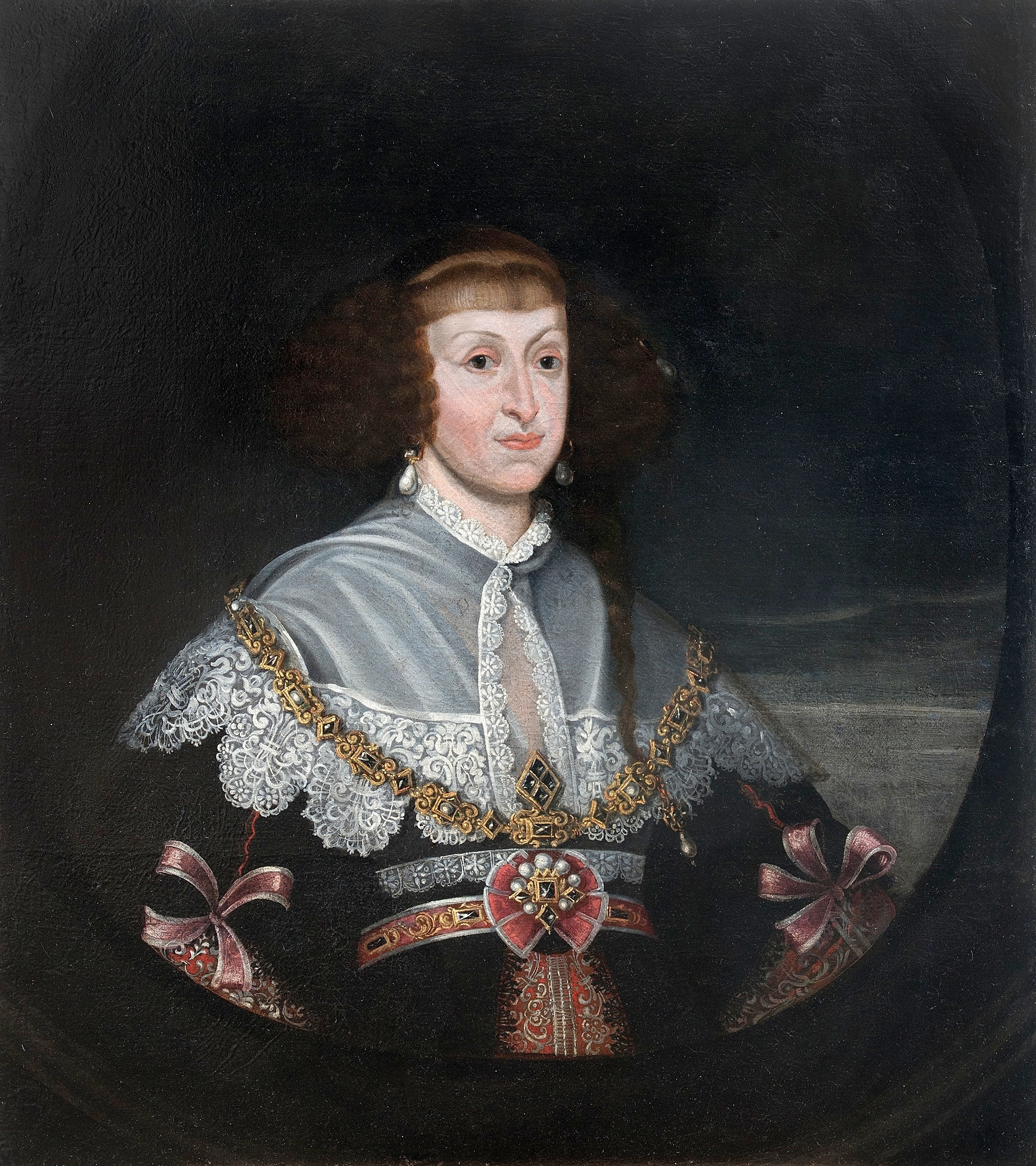
Frans Luycx, Portret Cecylii Renaty Habsburżanki z około 1639 roku.
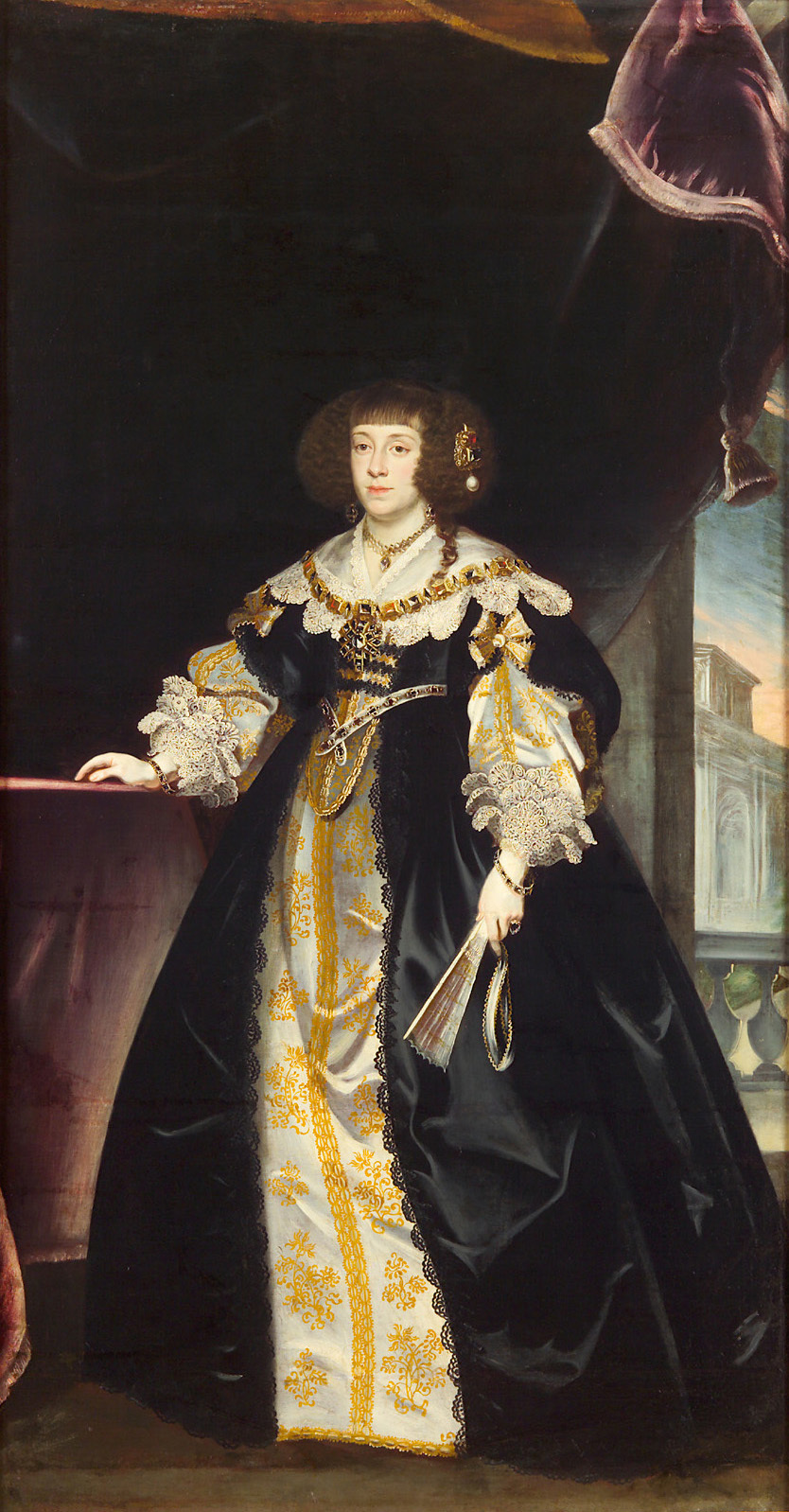
Frans Luycx, Portret Cecylii Renaty Habsburżanki z około 1640 roku.
Peeter Danckers de Rij, Portret Cecylii Renaty Habsburżanki z około 1640 roku.
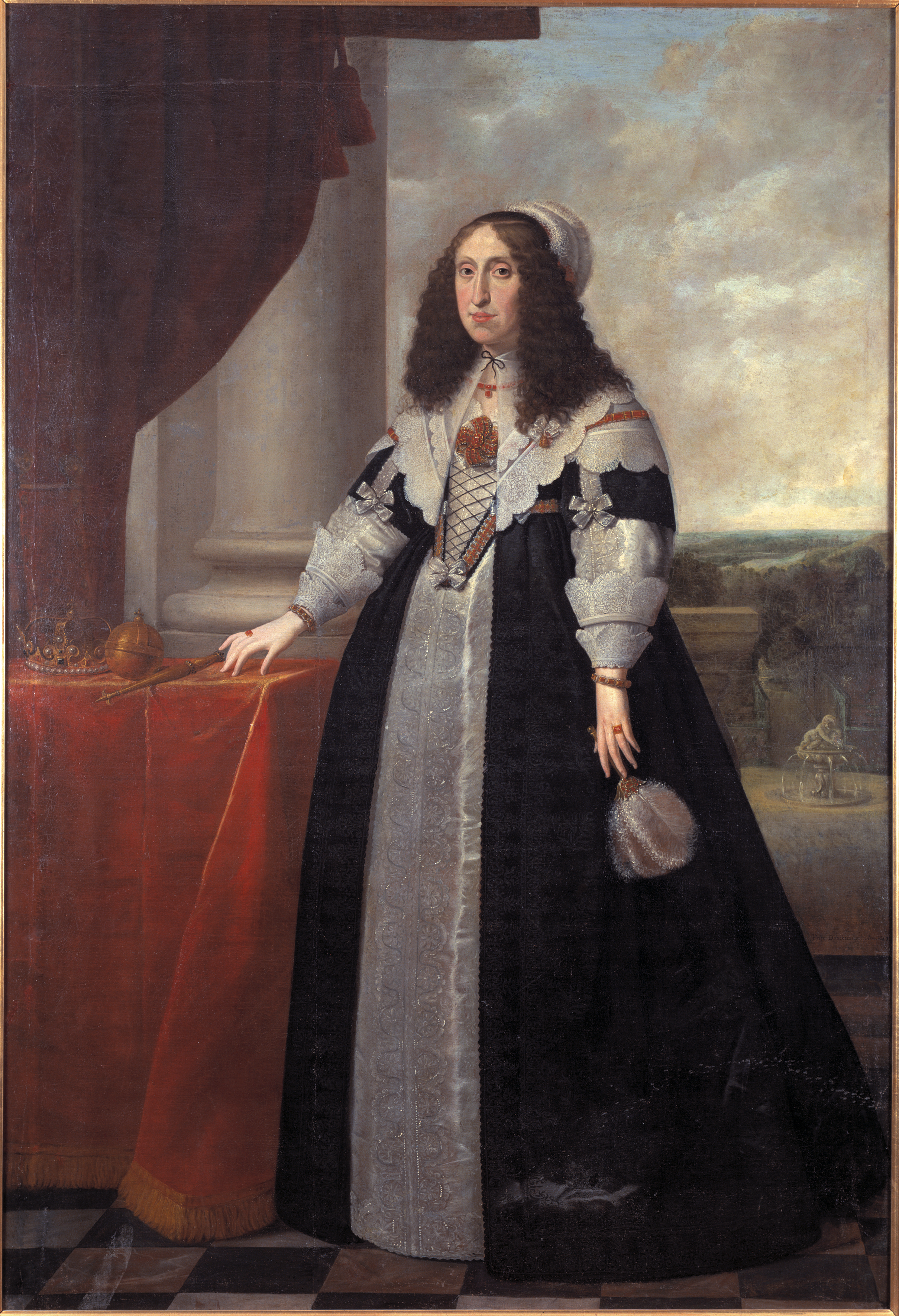
Peeter Danckers de Rij, Portret Cecylii Renaty Habsburżanki z 1643 roku.
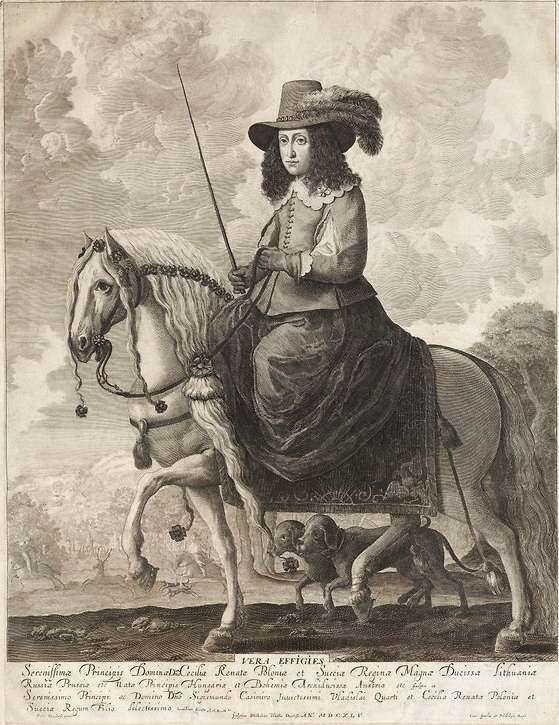
Wilhelm Hondius, Portret konny królowej Cecylii Renaty Habsburżanki z 1645 roku.

## Genealogia
| Karol Styryjski ur. 3 VI 1540 zm. 10 VII 1590 | Karol Styryjski ur. 3 VI 1540 zm. 10 VII 1590 |                                                     |                                                     | Maria Wittelsbach 1) ur. 21 III 1551 zm. 29 IV 1608 | Maria Wittelsbach 1) ur. 21 III 1551 zm. 29 IV 1608 |  |  | Wilhelm V Wittelsbach 2) ur. 29 IX 1548 zm. 17 II 1626 | Wilhelm V Wittelsbach 2) ur. 29 IX 1548 zm. 17 II 1626 |                                                      |                                                      | Renata Lotaryńska 3) ur. 20 IV 1544 zm. 22 V 1602 | Renata Lotaryńska 3) ur. 20 IV 1544 zm. 22 V 1602 |
|                                               |                                               |                                                     |                                                     |                                                     |                                                     |  |  |                                                        |                                                        |                                                      |                                                      |                                                   |                                                   |
|                                               |                                               |                                                     |                                                     |                                                     |                                                     |  |  |                                                        |                                                        |                                                      |                                                      |                                                   |                                                   |
|                                               |                                               | Ferdynand II Habsburg ur. 9 VII 1578 zm. 15 II 1637 | Ferdynand II Habsburg ur. 9 VII 1578 zm. 15 II 1637 |                                                     |                                                     |  |  |                                                        |                                                        | Maria Anna Wittelsbach ur. 8 XII 1574 zm. 8 III 1616 | Maria Anna Wittelsbach ur. 8 XII 1574 zm. 8 III 1616 |                                                   |                                                   |
|                                               |                                               |                                                     |                                                     |                                                     |                                                     |  |  |                                                        |                                                        |                                                      |                                                      |                                                   |                                                   |
|                                               |                                               |                                                     |                                                     |                                                     |                                                     |  |  |                                                        |                                                        |                                                      |                                                      |                                                   |                                                   |
|                                               |                                               |                                                     |                                                     |                                                     |                                                     |  |  |                                                        |                                                        |                                                      |                                                      |                                                   |                                                   |

|                                                      |                                                      | Władysław IV Waza ur. 9 VI 1595 zm. 20 V 1648 OO 12 IX 1637 | Władysław IV Waza ur. 9 VI 1595 zm. 20 V 1648 OO 12 IX 1637 | Cecylia Renata Habsburżanka ur. 16 VII 1611 zm. 24 III 1644 | Cecylia Renata Habsburżanka ur. 16 VII 1611 zm. 24 III 1644 |  |  |  |  |
|                                                      |                                                      |                                                             |                                                             |                                                             |                                                             |  |  |  |  |
|                                                      |                                                      |                                                             |                                                             |                                                             |                                                             |  |  |  |  |
|                                                      |                                                      |                                                             |                                                             |                                                             |                                                             |  |  |  |  |
| Zygmunt Kazimierz Waza ur. 1 IV 1640 zm. 9 VIII 1647 | Zygmunt Kazimierz Waza ur. 1 IV 1640 zm. 9 VIII 1647 | Maria Anna Izabela Waza ur. 8 I 1642 zm. 7 II 1642          | Maria Anna Izabela Waza ur. 8 I 1642 zm. 7 II 1642          |                                                             |                                                             |  |  |  |  |

1. córka Anny Habsburg, córki Ferdynanda I Habsburga i Anny Jagiellonki
2. syn Anny Habsburg, córki Ferdynanda I Habsburga i Anny Jagiellonki
3. córka Krystyny Oldenburg, córki Chrystiana II Oldenburga i Izabeli Habsburg, córki Filipa I Pięknego i Joanny Szalonej

## Literatura dodatkowa
- Władysław Czapliński: Cecylia Renata. W: Polski Słownik Biograficzny. T. 3: Brożek Jan – Chwalczewski Franciszek. Kraków: Polska Akademia Umiejętności – Skład Główny w Księgarniach Gebethnera i Wolffa, 1937, s. 213–214. Reprint: Zakład Narodowy im. Ossolińskich, Kraków 1989, ISBN 83-04-03291-0